# Clevedon
Clevedon är en stad och civil parish i grevskapet Somerset i England. Staden ligger i distriktet North Somerset vid Severns mynningsvik, cirka 18 kilometer väster om Bristol. Tätorten (built-up area) hade 21 002 invånare vid folkräkningen år 2011. Clevedon nämndes i Domedagsboken (Domesday Book) år 1086, och kallades då Clivedone/Clivedona.